# Список Шиндлера (фільм)
«Спи́сок Ши́ндлера» (англ. Schindler's List) — американська історична драма 1993 року, знята Стівеном Спілбергом за мотивами однойменного роману Томаса Кініллі.
Станом на вересень 2024 року фільм входить до списку 250 найкращих фільмів за версією IMDb.

## Сюжет
Фільм розпочинається масовим переселенням польських євреїв до Краківського ґетто в 1939 році. Тим часом Оскар Шиндлер (Ліам Нісон), не дуже вдалий підприємець і член Націонал-соціалістичної робітничої партії Німеччини, прибуває в місто з надією отримати зиск від війни. Шиндлер заручається підтримкою військових і має намір відкрити фабрику з виробництва кухонного приладдя. Не знаючи досконало, як вести таку справу, він убачає помічника в Іцхакові Штерні, співробітникові Краківського юденрату, і вступає у співпрацю з ним. Штерн має впливові зв'язки в єврейській громаді та на «чорному ринку» в ґетто (згодом Шиндлер знайомиться з Польдеком (Леопольдом) Пфефферберґом, який постачає його товаром). Єврейська громада позичає йому гроші на відкриття фабрики в обмін на певний відсоток від продукції. Нацистські чиновники задоволені підприємством, а Шиндлер — прибутком. Іцхак Штерн очолює адміністрацію фабрики. Шиндлер наймає євреїв замість поляків, тому що вони «коштують менше». Працівникам Шиндлера дозволяється виходити за межі ґетто, Штерн фальсифікує документи для кожного з них, що підтверджують їх «потрібність» німецькій армії — це рятує від концтабору й неминучої смерті.
Капітан СС Амон Ґет приїжджає до Кракова, щоб розпочати будівництво нового концтабору у Плашеві (пол. Plaszów). Він наказує ліквідувати частину ґетто, сотні німецьких солдатів спустошують тісні кімнати, вбивають усіх, хто протестує, старих і хворих, у багатьох випадках — знищують без жодної причини. Шиндлер споглядає масове вбивство з височини, ця картина вражає його… Він поводиться дуже обережно, заводить дружбу з Амоном Ґетом, продовжує підкуп чиновників, щоб часом не виникло загрози для його працівників і найменшої підозри, що він намагається допомогти їм.
Хід війни змінюється. Ґет отримує наказ із Берліна знищити останки вбитих євреїв у Краківському ґетто, ліквідувати концтабір у Плашеві й відправити всіх, хто ще живий, в Аушвіц (пол. Auschwitz-Birkenau). Підкуповуючи Ґета, Шиндлер отримує дозвіл на створення «власного концтабору» зі своїх працівників, таким чином фабрика продовжує роботу. Наміром Шиндлера залишається отримання прибутку, але він також наказує Штерну рятувати якомога більше життів, наскільки це дозволяють обставини.
«Список Шиндлера» містить «кваліфікованих працівників». Для багатьох євреїв бути внесеним у нього означає вижити.
Шиндлер створює свій концтабір у Чехословаччині, звідки він родом. Майже всі люди з його списку без перешкод прибувають на нове місце. Потяг, що повинен був доставити єврейських жінок у новий табір, помилково перенаправлено в Аушвіц. Їх охоплює жах, оскільки вони знають, що у цьому місці можуть відправити начебто в душ, а насправді — у газові камери. Шиндлер, щойно дізнавшись про це, приїжджає в Аушвіц і вирішує проблему, відтак жінок перенаправлено у Чехословаччину. Шиндлер забороняє охоронцям фабрики вбивати або мордувати будь-кого з працівників. Він дозволяє євреям святкувати шабат. Дружина Шиндлера, Емілія, тепер працює з ним на фабриці (раніше вона тільки приїжджала до Польщі провідати його), і він клянеться їй у вірності (Оскар Шиндлер обожнював жінок і завжди мав декілька коханок).
Війна в Європі закінчується. У 1945 році Шиндлер змушений утікати, оскільки він член нацистської партії. Виходить наказ ліквідувати табір. Шиндлер переконує охоронців-есесівців відпустити євреїв і повернутися до своїх родин людьми, а не вбивцями. Він виголошує промову перед працівниками фабрики, котрі вручають йому підписаного всіма листа, що він для них не злочинець, а також золоту каблучку з викарбуваними словами: «Хто рятує одне життя — рятує весь світ» (англ. Whoever saves one life saves the world entire), (цитата з Талмуду). Шиндлер із дружиною залишає фабрику на своєму автомобілі, ридаючи перед натовпом.
Євреї Шиндлера перебувають ніч на дворі, біля стін фабрики, їх будить ранкове сонце. Приїжджає радянський вершник і проголошує, що вони звільнені Червоною армією.

## Акторський склад

### Головні ролі

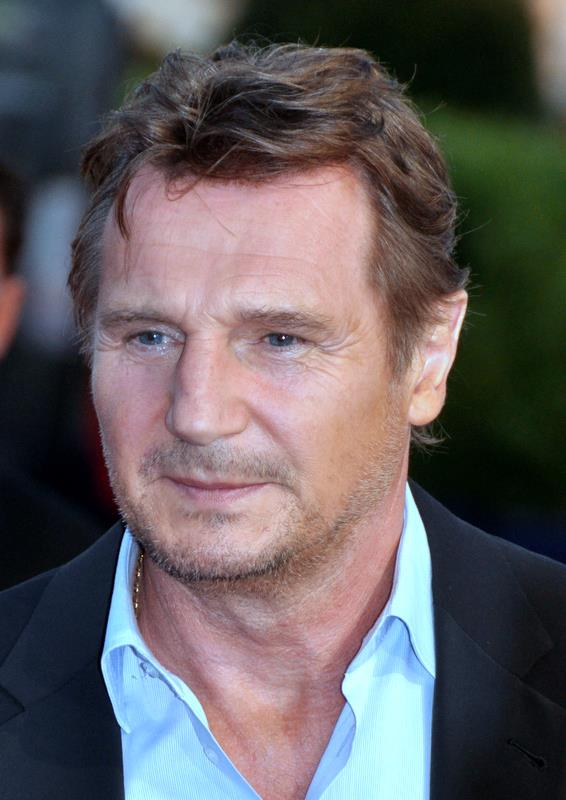
Ліам Нісон

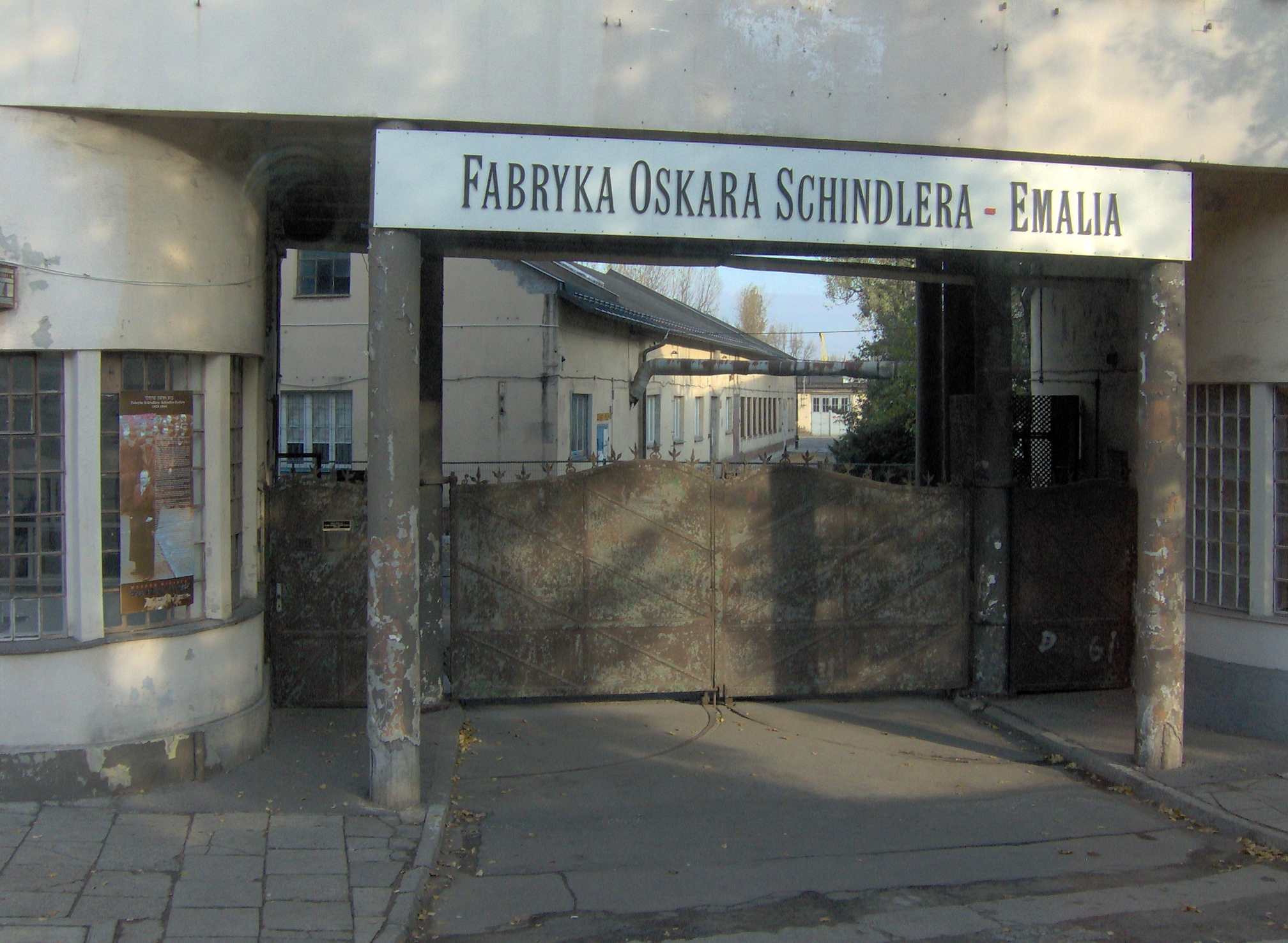
Фабрика Шиндлера в Кракові, 2006 рік.

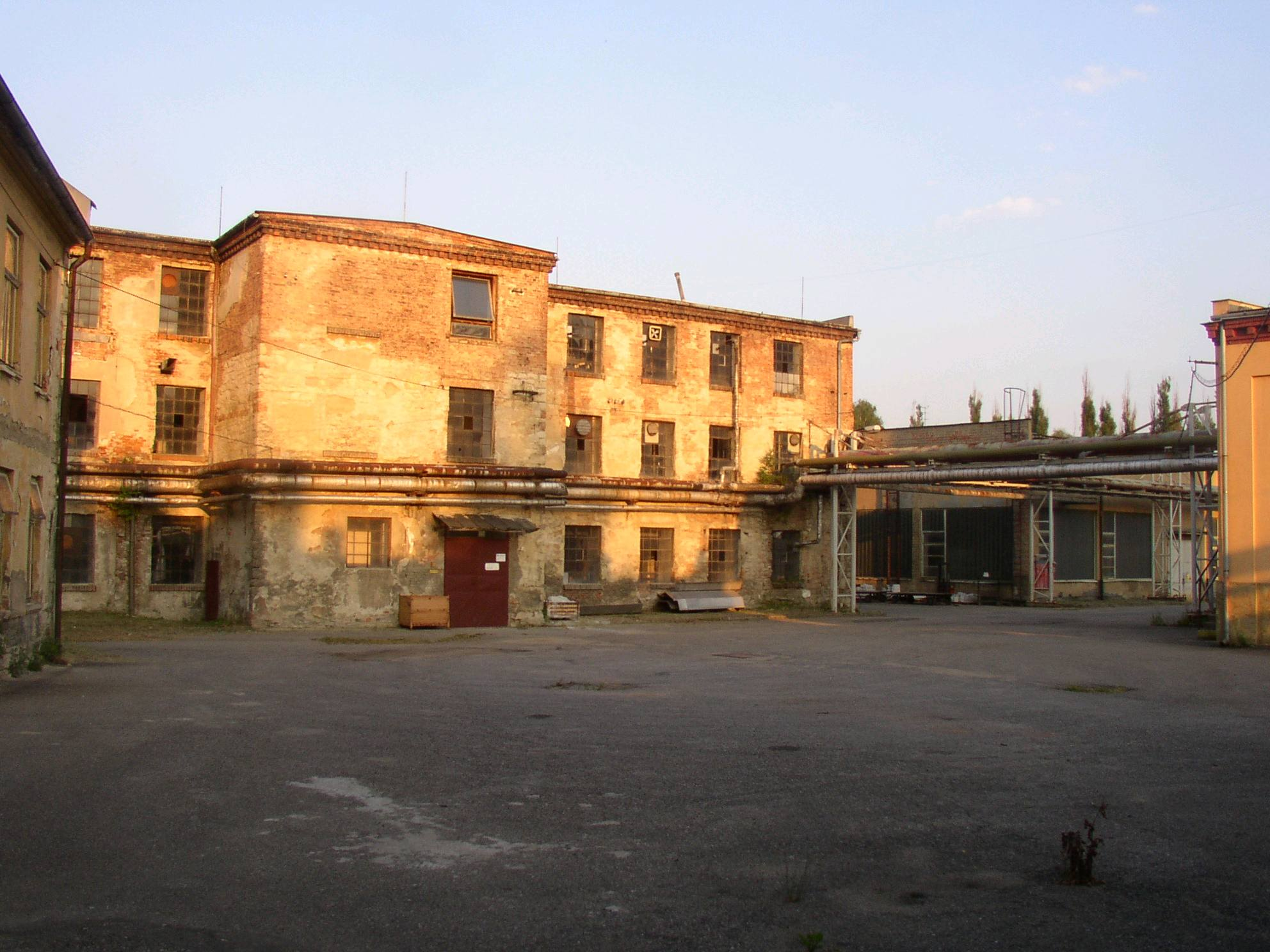
Фабрика Шиндлера в Брненці, 2004 рік.

- Ліам Нісон у ролі Оскара Шиндлера, який врятував життя більш ніж тисячі польських євреїв під час Голокосту наймаючи їх на роботу на власноствореній фабриці.
- Бен Кінгслі у ролі Іцхака Штерна, особистого бухгалтера і бізнес-партнера Оскара Шиндлера.
- Рейф Файнз у ролі Амона Гета, офіцера CC (від скорочення нім. Schutzstaffel, повна назва Захисні загони Націонал-соціалістичної німецької робітничої партії, надзвичайно безжального і жорстокого, його призначено наглядачем у концтаборі Плашув у Кракові.
- Ембет Девідц у ролі Гелени Гірш, молодої єврейської дівчини, яку Гет наймає до себе служницею, і вона йому подобається…
- Каролін Гудал у ролі Емілії Шиндлер, дружини Оскара Шиндлера.
- Джонатан Сегал у ролі Польдека (Леопольда) Пфефферберга, молодого єврея, який переживає голокост, постачає Оскара Шиндлера товарами з чорного ринку.

### Ролі другого плану
- Езра Даган (Ezra Dagan) у ролі Рабина Левартова (Rabbi Lewartow)
- Малгоша Гебел (Malgoscha Gebel) — Вікторія Клоновська (Wiktoria Klonowska)
- Шмуел Леві (Shmuel Levy) — Вілек Хіловіц (Wilek Chilowicz)
- Марк Іванір (Mark Ivanir) — Марсель Гольдберг (Marcel Goldberg)
- Беатріс Макола (Béatrice Macola) — Інгрід (Ingrid)
- Анджей Северин (Andrzej Seweryn) — Юліан Шернер (Julian Scherner)
- Фрідріх вон Тун (Friedrich von Thun) — Рольф Чурда (Rolf Czurda)
- Кристоф Люфт (Krzysztof Luft) — Герман Тоффель (Herman Toffel)
- Гаррі Нерінг (Harry Nehring) — Лео Йон (Leo John)
- Норберт Вейссер (Norbert Weisser) — Альберт Гуяр (Albert Hujar)
- Аді Нітзан (Adi Nitzan) — Міла Пфефферберг (Mila Pfefferberg)
- Майкл Шнайдер (Michael Schneider) — Юда Дреснер (Juda Dresner)
- Мірі Фабіан (Miri Fabian) — Хая Дреснер (Chaja Dresner)
- Анна Муча (Anna Mucha) — Данка Дреснер (Danka Dresner)
- Еліна Льовенсон[en] (Elina Löwensohn) — Діана Рейтер[pl] (Diana Reiter/Reiterówna)
- Альберт Місак (Albert Misak) — Мордекай Вулкан (Mordecai Wulkan)
- Ганс-Міхаель Рехберг (Hans-Michael Rehberg) — Рудольф Гьосс (Rudolf Hoess)
- Даніель Дель-Понте (Daniel Del Ponte) — Доктор Йозеф Менгеле

## Створення фільму
Польдек (Леопольд) Пфефферберг, реальна особа, був одним з «євреїв Шиндлера», він поставив собі життєву мету — розказати історію свого рятівника.
Пфефферберг намагався створити фільм-біографію Оскара Шиндлера з компанією MGM у 1963 році, використовуючи записи Говарда Коча, але договір «провалився».
У 1982 році Томас Кініллі опублікував роман «Ковчег Шиндлера», який він написав після зустрічі з Пфеффербергом. Президент компанії MCA Records, Сід Шейнберг відправив продюсеру Стівену Спілбергу рецензію книги. Спілберг був здивований історією Шиндлера, жартівливо питаючи, чи це дійсно правда і таке дійсно сталося. Спілберг захопився парадоксальною «природою» Шиндлера… Це було про нациста, що рятує євреїв… «Що могло так вплинути на чоловіка такого, як Оскар Шиндлер, настільки, щоб він узяв все що заробив і вклав його для порятунку цих життів..?»
Спілберг виявив достатній інтерес, і компанія Universal Pictures купила права на роман. На початку 1983 року Спілберг зустрівся з Пфеффербергом. При зустрічі Пфефферберг поцікавився, коли той збирається почати, відповідь була однозначною: «Через десять років від сьогодні.» («Ten years from now.»)
Спілберг не був остаточно впевнений у власній зрілості для створення фільму про Голокост, оскільки це досить серйозна тема. Деякий час задум «висів у повітрі».
Спілберг пробував передати проєкт польському режисеру Романові Полянському той відмовився. Матір Поланського вбили в Освенцимі, у той час він сам жив, і вижив, у Краківському гетто. Поланський створив свій власний фільм про голокост — «Піаніст» у 2002 році.
Спілберг також пропонував фільм Сідні Поллакові. Мартіна Скорсезе призначили керівником «Списку Шиндлера» у 1988 році. Однак Спілберг не був впевнений, чи хоче він віддавати фільм Скорсезе. Натомість запропонував йому інший фільм («Мис Страху» — «Cape Fear»). Біллі Вайлдер (австро-німецький та американський кінорежисер і сценарист) також виявляв бажання керувати проєктом, в пам'ять більшості членів його сім'ї, що загинули в Освенцімі.
Зрештою Спілберг наважився створювати фільм власноручно. Неймовірно багата єврейська спадщина поглинула його, вона навіть деяким чином відбилась на вихованні його власних дітей.

## Саундтрек
1. «Theme from Schindler's List» — 4:15
2. «Jewish Town (Krakow Ghetto — Winter '41)» — 4:40
3. «Immolation (With Our Lives, We Give Life)» — 4:44
4. «Remembrances» — 4:20
5. «Schindler's Workforce» — 9:08
6. «Afn Pripetshek / Nacht Aktion» (з Li-Ron Choir) — 2:56 (пісня Марка Варшавського)
7. «I Could Have Done More» — 5:52
8. «Auschwitz-Birkenau» — 3:41
9. «Stolen Memories» — 4:20
10. «Making the List» — 5:11
11. «Give Me Your Names» — 4:55
12. «Yerushalayim Shel Zahav (Золотий Єрусалим)» — 2:17
13. «Remembrances (з Itzhak Perlman)» — 5:17
14. «Theme from Schindler's List» — 2:59

## Нагороди
У списку 100 найкращих американських фільмів за версією Американського інституту кіномистецтва фільм посів восьму позицію. Крім цього, Оскар Шиндлер у виконанні Ліама Нісона у списку 100 найвидатніших кіногероїв посів 13-те місце, а Амон Гет у виконанні Ральфа Файнса став 15-тим у списку 100 найвизначніших кінонегідників.
Фільм отримав чимало нагород, серед яких:
- 1993 — Премія «Оскар»
  - Найкращий фільм — Стівен Спілберг, Джералд Молен, Бранко Лустіг
  - Найкращий режисер — Стівен Спілберг
  - Найкращі декорації
  - Найкраща операторська робота — Януш Камінський
  - Найкращий монтаж — Майкл Кан
  - Найкраща оригінальна музика — Джон Вільямс
  - Найкращий сценарій — Стівен Заіллян
- 1994 — Премія «BAFTA»
  - Найкращий актор другого плану — Рейф Файнз
  - Найкраща операторська робота — Януш Камінський
  - Найкращий монтаж — Майкл Кан
  - Найкращий фільм — Стівен Спілберг, Джералд Молен, Бранко Лустіг
  - Найкраща оригінальна музика — Джон Вільямс
  - Найкращий адаптований сценарій — Стівен Заіллян
  - Премія Девіда Ліна за режисуру — Стівен Спілберг
- 1994 — Премія «Золотий глобус»
  - Найкращий режисер — Стівен Спілберг
  - Найкраща драма
  - Найкращий сценарій — Стівен Заіллян
- 1995 — Премія «Греммі»
  - Найкраща інструментальна композиція для кіно — Джон Вільямс
  - Внесений до Ватиканського списку фільмів як один з найкращих творів кіномистецтва
- 1993 — Премія «National Board of Review»
  - Найкращий фільм англійською мовою